# پرومته آمریکایی
پرومته آمریکایی، پیروزی و تراژدی جی رابرت اوپنهایمر، زندگینامه جی رابرت اوپنهایمر نوشته کای بیرد و مارتین ج. شروین هست که انتشارات آلفرد ای. کناف در سال ۲۰۰۵ منتشرکرده‌است. نگارش این کتاب ۲۵ سال به طول انجامیده بود. در سال ۲۰۰۶ این کتاب برنده جایزه پولیتزر در زمینه زندگینامه یا خودزندگینامه شد. همچنین در سال ۲۰۰۸ برنده جایزه داف کوپر، بهترین کتاب سال شیکاگو تریبون و بهترین کتاب مربوط به علم مجله دیسکاور شد.
پیروزی و تراژدی جی. رابرت اوپنهایمر، بیوگرافی فیزیکدان نظری جی. رابرت اوپنهایمر، رهبر پروژه منهتن که اولین سلاح هسته‌ای را تولید کرد، در سال ۲۰۰۵ است که توسط کای برد و مارتین جی شروین در یک دوره زمانی نوشته شده است. ۲۵ سال. جوایز متعددی از جمله جایزه پولیتزر سال ۲۰۰۶ برای بیوگرافی یا زندگی نامه را به دست آورد.
این کتاب به شهرت اوپنهایمر به‌عنوان «پدر بمب اتمی» و مدیر پروژه منهتن و همچنین سقوط غم‌انگیز او به دلیل شنیدن امنیت در دوران مک‌کارتی می‌پردازد. این کتاب تلاش های لوئیس اشتراوس و اف بی آی برای تضعیف اوپنهایمر را نشان می دهد. این بمب به عنوان یک نقطه عطف مهم و دیداری مهم بین علم و سلاح های زمان جنگ در نظر گرفته می شود. این امر اوپنهایمر را به عنوان یک شخصیت تاریخی مهم و نمادی برای اخلاق بمب اتمی و گفتمان سیاسی در مورد انرژی هسته‌ای نشان می‌دهد. این کتاب به اجزای مختلف زندگی اوپنهایمر در داخل و خارج از پروژه منهتن می پردازد. زندگی اولیه، جاه طلبی ها، ایده ها، فعالیت های سیاسی، ازدواج، روابط با زنان و فیزیکدانان دیگر، تردیدها در مورد بمب، پیچیدگی ها و کاستی ها نیز در کتاب مورد بحث قرار گرفته است.
این کتاب به عنوان الهام بخش فیلم زندگینامه ای کریستوفر نولان در سال ۲۰۲۳ اوپنهایمر با بازی کیلین مورفی در نقش اوپنهایمر بود.
عنوان کتاب به افسانه پرومته اشاره دارد، چنان‌که در شماره سپتامبر ۱۹۴۵ مجله ساینتیفیک مانتلی آمده بود:
پرومته‌های مدرن دیگربار کوه المپ را درنوردیده‌اند و برای جهانیان آذرخش زئوس را به ارمغان آورده‌اند. 

این کتاب در ویرایش می ۲۰۰۶، ۷۲۱ صفحه به اضافه ۳۲ صفحه عکس دارد. برای نگارش کتاب مارتین شروین و کای بیرد با صدها نفر مصاحبه کرده بودند. آنها بیش از ۲۶۰۰۰ مدرک برای نگارش این کتاب جمع‌آوری کرده بودند که نهایتاً این مدارک را در اختیار کتابخانه کنگره قرار دادند تا عموم به آن دسترسی داشته باشند.
فیلم اوپنهایمر ساختهٔ کریستوفر نولان و با بازی کیلین مورفی در نقش اوپنهایمر نیز بر اساس این کتاب ساخته شده‌است.
خلاصه
این کتاب شامل پنج بخش در مراحل مختلف زندگی اوپنهایمر و همچنین یک مقدمه و پایان است.  پیش درآمد مقدمه مراسم تشییع جنازه اوپنهایمر را توصیف می کند و زندگی اوپنهایمر را به عنوان زندگی ای سرشار از پیروزی و تراژدی، زندگی پر از معما، پیچیدگی، انسانیت و عشق به کشورش توصیف می کند. مقدمه توضیح می دهد که کتاب تلاشی برای روشن کردن زندگی اوپنهایمر است.
قسمت ۱
بخش اول کتاب ردیابی دوران کودکی و تحصیلات اولیه اوپنهایمر در مدرسه فرهنگ اخلاقی و هاروارد را آغاز می‌کند و توانایی‌های آکادمیک زودرس اوپنهایمر، عشق به طبیعت جنوب غربی ایالات متحده و اشتیاق او به فیزیک را توصیف می‌کند. اوپنهایمر در مورد دوران کودکی خود اظهار داشت: «زندگی من در کودکی مرا برای این واقعیت آماده نکرد که دنیا پر از چیزهای ظالمانه و تلخ است».[۲]
نویسندگان بحران عاطفی اوپنهایمر در دانشگاه کمبریج، شکوفایی علمی او به عنوان یک فیزیکدان نظری در گوتینگن و نقش او به عنوان بنیانگذار برنامه فیزیک نظری در دانشگاه کالیفرنیا، برکلی را بازگو می کنند. اوپنهایمر که در بسیاری از موضوعات همه کاره بود، فرقه ستایشگران خود را تشکیل داد، به عنوان یک دانشمند شهرت بین المللی پیدا کرد و به علوم انسانی و ادبیات، از جمله متون مقدس هندو، علاقه مند شد.
قسمت ۲
اوپنهایمر زمانی که استاد دانشگاه برکلی بود، رابطه نزدیکی را با دانشجوی فارغ التحصیل جین تتلاک آغاز کرد که علاقه جدیدی به فعالیت های اجتماعی و سیاسی القا کرد. در بحبوحه رکود بزرگ، اوپنهایمر درخواستی برای کشاورزان بیکار و مهاجر ایجاد کرد و بعداً از طریق حزب کمونیست آمریکا (CPUSA) برای کمک به اسپانیا کمک مالی کرد و به پناهندگان آلمان نازی کمک مالی کرد. در برکلی، اوپنهایمر جلسات اتحادیه را در خانه‌اش برگزار کرد و حلقه درونی دانشجویانی را که با فعالیت‌های جناح چپ مرتبط بودند، حفظ کرد. فرانک برادر اوپنهایمر با مخالفت رابرت به حزب کمونیست پیوست.
با وجود فعالیت اوپنهایمر، کتاب اشاره می کند که رابطه دقیق او با حزب کمونیست همچنان نامشخص است. گزارش‌های دوستان و همکارانی مانند هاکون شوالیه و ضبط‌های FBI فقط می‌تواند او را به عنوان یک همسفر به تصویر بکشد. اوپنهایمر هرگز به طور رسمی کارت نداشت و بعداً عضویت خود را انکار کرد، تعامل خود با حزب را "بسیار کوتاه و بسیار شدید" توصیف کرد.[۳]
با پیشرفت های جدید در تحقیقات شکافت و ورود ایالات متحده به جنگ، اوپنهایمر از تشکیلات اتحادیه دور شد و دوستان کمونیست را قطع کرد و معتقد بود که در غیر این صورت، دولت به او اجازه نمی دهد تا روی پروژه بمب شکافت کار کند. اوپنهایمر متقاعد شده بود که دستیابی به بمب قبل از نازی ها ضروری است، حتی اگر احتمال دور وجود داشته باشد که بمب بتواند جو را مشتعل کند. با وجود نداشتن مجوز امنیتی ارتش، او به یک رهبر فکری کلیدی در تحقیقات فوق سری "کمیته اورانیوم" تبدیل شد.
لزلی گرووز برای رهبری پروژه منهتن برای ساخت اولین بمب هسته ای انتخاب شد. گرووز تحت تأثیر اوپنهایمر، اوپنهایمر را به عنوان مدیر آزمایشگاه تشعشع منصوب کرد، علیرغم مخالفت قابل توجهی که اوپنهایمر بیش از حد غیر عملی بود.
قسمت دوم با به تصویر کشیدن آنچه که ماجرای شوالیه نامیده می شود به پایان می رسد. اگرچه نسخه‌های زیادی از داستان وجود دارد، منابع تأیید می‌کنند که هوکان شوالیر، یکی از دوستان اوپنهایمر، از او خواسته بود تا اطلاعات محرمانه‌ای را برای شوروی ارائه کند، که اوپنهایمر این پیشنهاد را کاملاً رد کرده بود. این ماجرا بعداً به یک موضوع مهم در جلسه استماع امنیتی اوپنهایمر تبدیل شد.

قسمت ۳
در لوس آلاموس، اوپنهایمر مدیر علمی پروژه منهتن شد و به یک مدیر کاریزماتیک، مؤثر، سازمان یافته و رهبر میهن پرست تبدیل شد. این کتاب نشان می‌دهد که چگونه امنیت شدید، رازداری بیش از حد، و نظارت نظامی مداوم بر اوپنهایمر و دانشمندان دیگر سنگینی کرده است. با این وجود، اوپنهایمر قبل از قطع رابطه چندین بار با جین تتلاک ملاقات کرد و پیش از آنکه جین تتلاک خودکشی کند.
با وجود سوء ظن و شک توسط زیردستان، اوپنهایمر در نهایت یک مجوز امنیتی به دست آورد اما بلافاصله پس از آن به مقامات در مورد حادثه شوالیر گفت. در حالی که گرووز معتقد بود که اوپنهایمر و اوپنهایمر اظهار داشتند که هیچ تهدید امنیتی وجود ندارد، تصمیم اوپنهایمر برای گفتن داستان برای جلسه امنیتی او فاجعه بار خواهد بود. برد و شروین استدلال می کنند که اوپنهایمر متعهد به قابل اعتماد بودن خود به عنوان یک دانشمند و موفقیت پروژه بود تا وفاداری ثابت به ایالات متحده.
نیلز بور به لوس آلاموس آمد تا در مورد پیامدهای بمب صحبت کند. او برای جلوگیری از مسابقه تسلیحات هسته ای پس از جنگ با روسیه، سیاستی را که اوپنهایمر بعداً ترویج کرد، بحث می کرد. همانطور که یکی از دانشجویان اشاره کرد، "بور خدا بود، و اوپی پیامبر او بود." [۴] دانشمندان در لس آلاموس به بحث در مورد پیامدهای اخلاقی و سیاسی "گجت" یا بمب اتمی ادامه دادند.
پس از شکست نازی ها، همکاران اوپنهایمر در مورد هدف بمب شک کردند و بحث کردند که آیا از بمب بدون اخطار استفاده کنند یا اینکه بمب را برای ژاپن نمایش دهند. اوپنهایمر از استفاده فوری از بمب حمایت کرد و معتقد بود که ممکن است به همه جنگ ها پایان دهد. برد و شروین ادعا می کنند که اوپنهایمر از مذاکرات تسلیم ژاپنی ها بی اطلاع بوده است.
این کتاب به تشریح حضور تاثیرگذار اوپنهایمر در تولید فیزیکی بمب می پردازد. پس از مدتی بحران در مورد طراحی بمب، اوپنهایمر برای بمب انفجاری پلوتونیوم با لنزها فشار آورد. قسمت سوم با شرح جزئیات آزمایش ترینیتی اولین بمب هسته ای به پایان می رسد.
قسمت ۴
کتاب با بررسی وقایع پس از آزمون ترینیتی ادامه می‌یابد. اوپنهایمر از اهداف احتمالی در ژاپن آگاه بود و نقش مهمی در کارآیی بمباران اتمی هیروشیما و ناکازاکی داشت. نویسندگان تردیدهای جدی اوپنهایمر در مورد پیامدهای بمباران و سلاح های هسته ای را بازگو می کنند. او بعداً به پرزیدنت ترومن گفت: «احساس می‌کنم دست‌هایم خون است»، اظهاراتی که رئیس‌جمهور را از او دور می‌کند.[۵]
اوپنهایمر که پدر بمب اتمی در نظر گرفته می‌شود، به یک فرد مشهور، نماد و یک دانشمند- دولتمرد تبدیل شد که اکنون در سیاست آمریکا تأثیرگذار بود. اوپنهایمر امیدوار بود که استفاده از این بمب ها از مسابقه تسلیحات هسته ای با روسیه جلوگیری کند. او خواستار مقررات شفاف بین‌المللی در مورد سلاح‌های اتمی و انرژی شد، اما به زودی از موضع دفاعی محافظه‌کارانه‌تر برای تکثیر سلاح‌های هسته‌ای آمریکا به دلیل اختلافات ایدئولوژیکی آشکار بین روسیه و ایالات متحده حمایت کرد.
اوپنهایمر به عنوان رئیس کمیته مشورتی عمومی (GAC) کمیسیون انرژی اتمی، با ساخت سریع سوپر (بمب H) مخالفت کرد. علیرغم تصمیم دولت برای پیشبرد بمب، اوپنهایمر به نقش خود به عنوان رئیس ادامه داد اما همچنان منتقد صریح بمب بود.
افزایش نفوذ سیاسی منجر به نظارت بیشتر FBI به رهبری جی. ادگار هوور برای تحقیق در مورد ارتباطات کمونیستی اوپنهایمر شد. از اوپنهایمر خواسته شد تا در جلسه استماع HUAC شهادت دهد و در رابطه با روابط کمونیستی دانشجویان سابق یک خبرچین شد. در جلسه دیگری، اوپنهایمر از کمونیسم انتقاد کرد و ادعا کرد که او "یک ضد کمونیست قاطع" است، اما همچنان با سوء ظن و اتهامات مربوط به روابط کمونیستی روبرو بود.[۶] این کتاب نشان می‌دهد که چگونه اوپنهایمر، در میان بن‌بست سیاست‌های جنگ سرد، از سیاست در واشنگتن بیگانه‌تر شد، در حالی که هنوز به طور سرنوشت‌سازی تلاش می‌کرد تا یک خودی باقی بماند.
اوپنهایمر پیشنهاد لوئیس اشتراوس به عنوان مدیر موسسه مطالعات پیشرفته را پذیرفت، جایی که او تلاش می کرد هم علوم و هم علوم انسانی را پیش ببرد. با این حال، اوپنهایمر در نهایت اشتراوس را در یک جلسه استماع کنگره تحقیر کرد و خصومت بین آن دو را افزایش داد. به دنبال انتقام، اشتراوس با کمک FBI شروع به تحقیق درباره اوپنهایمر کرد و کمپینی را برای سرکوب نفوذ سیاسی اوپنهایمر و لکه دار کردن شهرت او آغاز کرد. به عنوان رئیس AEC، اشتراوس با رازداری و اشاعه هسته ای پیش رفت. در نهایت، پرزیدنت آیزنهاور تلاش کرد تا اوپنهایمر را از تمام ارتباطات دولتی قطع کند و یک "دیوار خالی" بین دانشمند و مواد طبقه بندی شده ایجاد کند.[۷]
این کتاب همچنین روابط طوفانی بین کاترین و اوپنهایمر را پوشش می‌دهد که در آن کیتی بسیار پرشور و شدید به نظر می‌رسد و اوپنهایمر بیشتر درگیر می‌شود. تمایل کیتی به شهرت اوپنهایمر نیز ذکر شده است.

قسمت ۵
بخش آخر کتاب عمدتاً به شنیدن امنیت اوپنهایمر و پیامدهای آن می پردازد. نویسندگان استدلال می‌کنند که این دادرسی یک دادگاه پوشالی را تشکیل می‌داد که توسط لوئیس اشتراوس تنظیم شده بود، که در آن اوپنهایمر عمدا تحقیر شد. هیئت استماع به این نتیجه رسید که اوپنهایمر به دلیل رفتار و معاشرت های گذشته، موضع گیری در مورد بمب هیدروژنی و پاسخ های کمتر صریح، یک تهدید امنیتی است. در نامه زیر ادعا شده بود که «دکتر اوپنهایمر از هر نظر کمونیست بود، به جز این که کارت حزبی به همراه نداشت».[۸]
مجوز امنیتی اوپنهایمر لغو شد و او در انظار عمومی به یک دانشمند شهید و قربانی مک کارتیسم تبدیل شد. به گفته برد و شروین، این نشست نقطه عطفی مهم در روابط بین دانشمندان و دولت بود و شکست لیبرالیسم آمریکایی را ثابت کرد. او اگرچه «روشنفکر تبعیدی» بود، به سخنرانی، نوشتن و سخنرانی ادامه داد.[۹] اوپنهایمر در نهایت جایزه انریکو فرمی را دریافت کرد، اما تنها بیش از پانزده سال پس از آزمون ترینیتی.
پایان
این پایان نامه زندگی خانواده و فرزندان اوپنهایمر پس از مرگ او بر اثر سرطان گلو را پوشش می دهد. فرانک یک فیزیکدان نظری موفق شد. کیتی قایقرانی را آغاز کرد اما بعداً بر اثر آمبولی درگذشت. پیتر، پسر اوپنهایمر، در نیومکزیکو مستقر شد و تشکیل خانواده داد و تونی، دختر اوپنهایمر، در نهایت خودکشی کرد.
نگارش کتاب
مورخ مارتین جی. شروین، که قبلاً «دنیای ویران شده: هیروشیما و میراث آن» (۱۹۷۵) را نوشته بود، در سال ۱۹۷۹ شروع به کار بر روی زندگی نامه اوپنهایمر کرد، [۱۰] و اولین قرارداد را با ناشر، ناپف، در ۱۳ مارس امضا کرد. ۱۹۸۰، ۷۰۰۰۰ دلار.[۱۱] بین سال‌های ۱۹۷۹ و ۱۹۸۵ [۱۰] او مصاحبه‌هایی با «۱۱۲ نفر در مدار [اوپنهایمر] خود»، [۱۲] از جمله دوستش هاکون شوالیه و پسرش پیتر، که مصاحبه رسمی را رد کرد، انجام داد. شروین "حدود ۵۰۰۰۰ صفحه مصاحبه، رونوشت، نامه، یادداشت های روزانه، اسناد طبقه بندی شده و پرونده های F.B.I را جمع آوری کرد که در جعبه های به ظاهر بی پایان در زیرزمین، اتاق زیر شیروانی و دفتر کارش ذخیره شده بود." شروین پس از پایان مهلت مقرر و بازنشستگی ویراستارش، هنوز کتاب را تمام نکرده بود.[۱۱] توماس پاورز می نویسد که «مورخین موضوع، یک گروه کوچک شایعه پراکنی، پیشنهاد کردند که شروین آخرین قربانی نفرین اوپنهایمر بود».[۱۰] این کتاب در خانواده شروین به شوخی تبدیل شد و او گفت: «این کتاب را به قبر می‌برد».[۱۳]
در سال ۱۹۹۹ شروین از دوست، نویسنده و ویراستار خود کای برد[۱۱] که قبلاً دو بیوگرافی سیاسی نوشته بود[۱۰] دعوت کرد تا به او بپیوندد و آن را در قالبی منسجم و خواندنی کنار هم بگذارد. ابتدا برد امتناع کرد، اما در نهایت موافقت کرد که روی کتاب کار کند و هر دو نویسنده قرارداد جدیدی با Knopf به مبلغ ۲۹۰۰۰۰ دلار دیگر امضا کردند. برد پیش نویس هایی نوشت که سپس توسط شروین بازبینی و بازنویسی شد.[۱۱]
عنوان کاری کتاب Oppie بود، اما توسط ویراستار آنها وتو شد. سوزان گلدمارک، همسر پرنده، عنوان جدید را پیشنهاد کرد: "پرومته... آتش... بمب همین آتش است. و شما می توانید "آمریکایی" را آنجا قرار دهید." شروین گفت که دوستش رونالد استیل به طور مستقل همین عنوان را پیشنهاد کرده است.[۱۱] اولین مقایسه فیزیکدانانی که بمب را برای پرومتئوس ممکن کردند، در ماهنامه علمی در سپتامبر ۱۹۴۵ بود: "پرومته های مدرن دوباره به کوه المپ حمله کردند و صاعقه های زئوس را برای انسان بازگرداندند." نام کتاب به فرانکشتاین؛ یا پرومتئوس مدرن.[۱۵]

استقبال از کتاب
این بیوگرافی مورد تحسین منتقدان قرار گرفت. بوستون گلوب نوشت که این کتاب «به‌عنوان اورست در میان کوه‌های کتاب‌های مربوط به پروژه بمب و اوپنهایمر قرار دارد و دستاوردی است که احتمالاً قابل پیشی گرفتن یا برابری نیست». که "پرومته آمریکایی حیاتی ترین تصمیمات سوژه خود را هم با تحصیلات اولیه و هم با کشف نهایی او همسو می کند. موفق می شود عمیقاً مخرب ترین و متضادترین رفتار او را درک کند." او خاطرنشان کرد که این "یک بررسی و ترکیب کامل است، گاهی اوقات در جزئیات آن طاقت فرسا".[۱۶] داور دیگری اشاره می کند که "هیچ ریاضیات وجود ندارد و فیزیک بسیار کمی وجود دارد. اطلاعات کمی در مورد مهندسی "ابجت" که در صحرای نیومکزیکو در ۱۶ ژوئیه ۱۹۴۵ آزمایش شد وجود دارد.[۱۷]
توماس پاورز، در بررسی چندین بیوگرافی اوپنهایمر برای The New York Review، اشاره کرد که شروین در نوشتن زندگینامه اوپنهایمر در سال ۱۹۷۹ مزیتی داشت. بسیاری از دوستان و همکاران اوپنهایمر، در آن زمان، هنوز زنده بودند.[۱۰] پاورز این کتاب را به عنوان «هدفش روشن، عمیقاً احساس، متقاعدکننده، فرم منظم و با قدرت ادبی پایدار نوشته شده» توصیف کرد و به شخصیت پیچیده اوپنهایمر اشاره کرد:[۱۰]
اما این مرد اوپنهایمر است، نه ایده های کلی در مورد عصر هسته ای، که بر این صفحات تسلط دارد. اوپنهایمر با تمام پیچیدگی‌هایش ظاهر می‌شود - یک نظریه‌پرداز باهوش، اما در عین حال یک «دختر کار»، در همدردی سریع با کسانی که در پایین‌ترین نردبان اجتماعی هستند. زمانی انقلابی که دانشجویان سابقی مانند فیلیپ موریسون را با صحبت‌هایش پس از جنگ در مورد «دین» و «جرج» - دین آچسون و جورج مارشال - عصبانی کرد. مدافع فداکار همسر الکلی اش کیتی، اما نسبت به رفتار کوبنده او با پسرشان، پیتر، کور است. دوست همیشگی دانش‌آموزانی مانند سربر و خیانتکار دانش‌آموزانی مانند روسی لومانیتز، جوزف واینبرگ و برنارد پیترز، که او به سادگی آنها را به سوی گرگ‌های شکار سرخ پرتاب کرد.
فرانک اِی ستل این کتاب را «به‌دقت تحقیق شده» و «جامع‌ترین بیوگرافی تا به امروز» نامید.[۱۸] براهام دابشک به "دانشگاه عالی رتبه" اشاره می کند.[۱۲] جان اس. ریگدن این کتاب را "خوب نوشته شده و تقریباً عاری از اشتباهات جدی" می نامد و "خواندن این کتاب ارزشمند تجربه ای گیرا است: ذهن را تحریک می کند و احساسات را تحریک می کند."[۱۹]
توماس آ. جولیان کتاب و نویسندگان را نقد کرد و نوشت که «آنها هنوز هم علیرغم شواهد قطعی بر خلاف آن ادعا می‌کنند که ژاپن قبلاً شکست خورده بود و می‌خواست «تسلیم شود»، و آنها «آزاردهنده را نادیده می‌گیرند». شواهد ارائه شده از منابع شوروی سابق مبنی بر اینکه اوپنهایمر ممکن است اطلاعاتی در مورد پروژه بمب اتمی ایالات متحده به اتحاد جماهیر شوروی ارائه کرده باشد.[۲۰]

جوایز
- ۲۰۰۵ جایزه حلقه ملی منتقدان کتاب[۲۱][۲۲]
- ۲۰۰۶ جایزه پولیتزر برای زندگی نامه یا زندگی نامه[۱۱]
- ۲۰۰۸ جایزه داف کوپر[۲۳]

اقتباس فیلم
نوشتار اصلی: اوپنهایمر (فیلم)
کریستوفر نولان، فیلمساز بریتانیایی-آمریکایی، در سال ۲۰۱۹ کار بر روی یک فیلم زندگینامه ای اوپنهایمر را به دنبال هدیه، کتابی از سخنرانی های اوپنهایمر، از بازیگر بریتانیایی رابرت پتینسون، که در فیلم تنت نولان بازی کرد، آغاز کرد. نولان به علاقه تازه خود به اوپنهایمر، خواندن پرومتئوس آمریکایی ادامه داد و تصمیم گرفت فیلمنامه خود را بر اساس این کتاب، با محوریت جلسات صدور گواهینامه امنیتی، قرار دهد. از سال ۲۰۱۵، حقوق اقتباس متعلق به تهیه کننده جی. دیوید وارگو بود که موافقت کرد در کنار نولان کار کند.[۱۳]
نولان با برد ملاقات کرد زیرا شروین به سرطان مبتلا شده بود و قادر به سفر نبود.[۱۳][۱] پرنده قبل از فیلمبرداری فیلمنامه را خواند:[۲۴]
برد می افزاید: «نولان به شیوه ای بسیار ماهرانه بحث بین فیزیکدانان را در مورد اینکه آیا بمب ضروری بود یا نه، پوشش می دهد و اوپنهایمر پس از هیروشیما می گوید که این بمب بر روی دشمن تقریباً شکست خورده استفاده شده است. افرادی که چیزی در مورد اوپنهایمر نمی دانند به این فکر می کنند که قرار است فیلمی درباره پدر بمب اتمی ببینند. در عوض، "آنها این شخصیت مرموز و یک داستان زندگی نامه ای عمیقاً مرموز را خواهند دید."
این فیلم با بودجه ۱۰۰ میلیون دلاری، با عنوان اوپنهایمر، در ۲۱ ژوئیه ۲۰۲۳ اکران شد و مورد تحسین منتقدان و تجاری قرار گرفت. این فیلم به نویسندگی و کارگردانی نولان، کیلیان مورفی در نقش اوپنهایمر را بازی می‌کند.[۲۵]
نولان گفت که «فکر نمی‌کنم هیچ‌وقت بدون کتاب کای و مارتین این کار را انجام می‌دادم» و مورفی در حین تولید به برد گفت که کتاب «خواندن کتاب در اینجا اجباری است».[۱۱] به گفته نولان، "اوپنهایمر را نه به عنوان یک بیوگرافی ("فرمولی که شما در آن می نویسید می تواند به طرز خلاقانه ای خفه کننده باشد") تصور می کرد، بلکه بیشتر شبیه "یک فیلم هیجان انگیز، یک فیلم سرقت، یک درام دادگاه" بود.[۱] نولان همچنین گفت: ۲۶]
کاری که من می‌خواستم انجام دهم این بود که مخاطب را به ذهن و تجربه شخصی ببرم که در مرکز مطلق بزرگترین تغییر تاریخ نشسته بود. چه بخواهیم چه نخواهی، جی رابرت اوپنهایمر مهم ترین فردی است که تا به حال زندگی کرده است. او دنیایی را که ما در آن زندگی می کنیم، چه خوب و چه بد ساخت.

دیگر بیوگرافی های اوپنهایمر
- راهب، ری (۲۰۱۴). رابرت اوپنهایمر: زندگی در مرکز (ویرایش کتابهای انکر اول). نیویورک: کتاب های لنگر. شابک ۹۷۸-۰۳۸۵۷۲۲۰۴۹.[۲۷]
- تورپ، چارلز (۲۰۰۶). اوپنهایمر: عقل تراژیک. انتشارات دانشگاه شیکاگو شابک ۹۷۸-۰-۲۲۶-۷۹۸۴۸-۶.
- مک میلان، پریسیلا جی (۲۰۰۵). ویرانی جی رابرت اوپنهایمر: و تولد مسابقه تسلیحاتی مدرن. مطبوعات JHU. شابک ۹۷۸-۱-۴۲۱۴-۲۵۶۷-۲.
- برنشتاین، جرمی (۲۰۰۴). اوپنهایمر: پرتره یک معما. داکورث. شابک ۹۷۸-۰-۷۱۵۶-۳۳۳۰-۴.
- کسیدی، دیوید سی (۲۰۰۴). جی رابرت اوپنهایمر و قرن آمریکایی. انتشارات دانشگاه جان هاپکینز. شابک ۹۷۸-۰-۸۰۱۸-۹۳۱۷-۹.
- هرکن، گرگ (۲۰۰۲). برادری بمب: زندگی پیچیده و وفاداری رابرت اوپنهایمر، ارنست لارنس و ادوارد تلر. نیویورک: اچ.هولت. شابک ۹۷۸-۰-۸۰۵۰-۶۵۸۸-۶.
- رودز، ریچارد (۱۹۸۶). ساخت بمب اتمی. سیمون و شوستر. شابک ۹۷۸-۰-۶۷۱-۶۵۷۱۹-۲.
- گودچایلد، پیتر (1980). J. Robert Oppenheimer: Shatterer of Worlds. هاتون میفلین. شابک ۹۷۸-۰-۳۹۵-۳۰۵۳۰-۰.
- فار دیویس، نوئل (۱۹۶۸). لارنس و اوپنهایمر سیمون و شوستر.